# Circumstance
Circumstance (in persiano شرایط‎, Šar'ayet; in francese En secret) è un film del 2011 diretto da Maryam Keshavarz.
Film drammatico franco-iraniano-statunitense con protagonisti Nikohl Boosheri, Sarah Kazemy, Reza Sixo Safai e Keon Alexander. Esplora, tra gli altri argomenti, l'omosessualità nell'Iran moderno.

## Trama
Atafeh è la figlia adolescente di una ricca famiglia iraniana di Teheran. Lei e la sua migliore amica, l'orfana Shireen, frequentano feste clandestine e sperimentano sesso, alcol e droghe.
Il fratello di Atafeh, Mehran, è un tossicodipendente in via di recupero che diventa sempre più religioso e ossessionato da Shireen, in concomitanza con il crollo del suo rapporto un tempo forte con la sorella.
I capifamiglia sono i genitori, Firouz e Azar, che ricordano la loro giovinezza e cosa è diventato e cosa diventerà la loro famiglia.

## Produzione
Ambientato in Iran e distribuito con dialoghi persiani sottotitolati, il film è stato girato in Libano. Circumstance contiene alcune frasi in inglese e francese. Il budget era inferiore a 1 milione di dollari.
Maryam Keshavarz, la regista, è cresciuta negli Stati Uniti ma ha trascorso le estati a Shiraz, in Iran. Ha utilizzato le esperienze a Shiraz per alcune scene del film, come quelle delle feste e i riferimenti alla fustigazione della polizia morale. Circumstance è stato il primo lungometraggio che ha diretto.
Keshavarz ha detto che voleva renderlo il più autentico possibile alla cultura iraniana perché, mentre Circumstance sarebbe stato probabilmente vietato in Iran, gli iraniani avrebbero visto il film tramite copie importate illegalmente. Tutti gli attori principali parlavano fluentemente il persiano. Gli attori dei tre personaggi più importanti erano tutti membri della diaspora iraniana e sono nati da genitori che hanno lasciato l'Iran all'epoca della rivoluzione, e tutti e tre avevano familiari in Iran. Due di quegli attori hanno fatto visita ai parenti in Iran.
Boosheri ha affermato che i creatori del film hanno scelto Beirut, Libano, come location delle riprese perché "c'era il giusto sentimento mediorientale, ne aveva l'essenza. E in Iran non avremmo avuto la libertà di fare ciò che abbiamo fatto". Poiché il gruppo militante islamista sciita Hezbollah, sostenuto dal governo iraniano, operava in Libano, i registi non hanno voluto rendere pubblica la vera intenzione del film al momento delle riprese. Hanno inviato una falsa sceneggiatura alle autorità libanesi e hanno detto loro che stavano girando il film di tesi di Keshavarz, mentre in realtà stavano girando un film commerciale. Le autorità libanesi hanno avuto incontri con gli attori durante le riprese.

## Accoglienza
Le recensioni del film sono state per lo più positive. Sul sito web aggregatore di recensioni Rotten Tomatoes, l'86% delle 69 recensioni dei critici sono positive, con una valutazione media di 7/10. Il consenso del sito web recita: "Uno sguardo stimolante e perspicace sulla cultura giovanile iraniana".
Dopo l'uscita del film, sia il film che la stessa Keshavarz sono state bandite dalle autorità iraniane.

## Riconoscimenti
Circumstance ha vinto l'Audience Award: Dramatic al Sundance Film Festival del 2011 ed è stato classificato come uno dei 50 migliori film del 2011 da Paste Magazine. Il film ha vinto il premio Audience Favorite, Best Director e Best Actress al Noor Iranian Film Festival del 2011. Ha vinto il premio Best Feature Film al Paris Lesbian and Feminist Film Festival del 2011.
Autostraddle ha classificato il film al 27º posto tra i 102 migliori film lesbici di tutti i tempi.